# قطاع جنة
قطاع جنة أو القطاع 5 هو أحد القطاعات المنتجة للنفط والغاز في اليمن، بدأ الإنتاج والتصدير من القطاع في 1996م .